# Sassangy
Sassangy – miejscowość i gmina we Francji, w regionie Burgundia-Franche-Comté, w departamencie Saona i Loara.
Według danych na rok 1990 gminę zamieszkiwało 116 osób, a gęstość zaludnienia wynosiła 19 osób/km² (wśród 2044 gmin Burgundii Sassangy plasuje się na 794. miejscu pod względem liczby ludności, natomiast pod względem powierzchni na miejscu 1171.).